# グラススキー

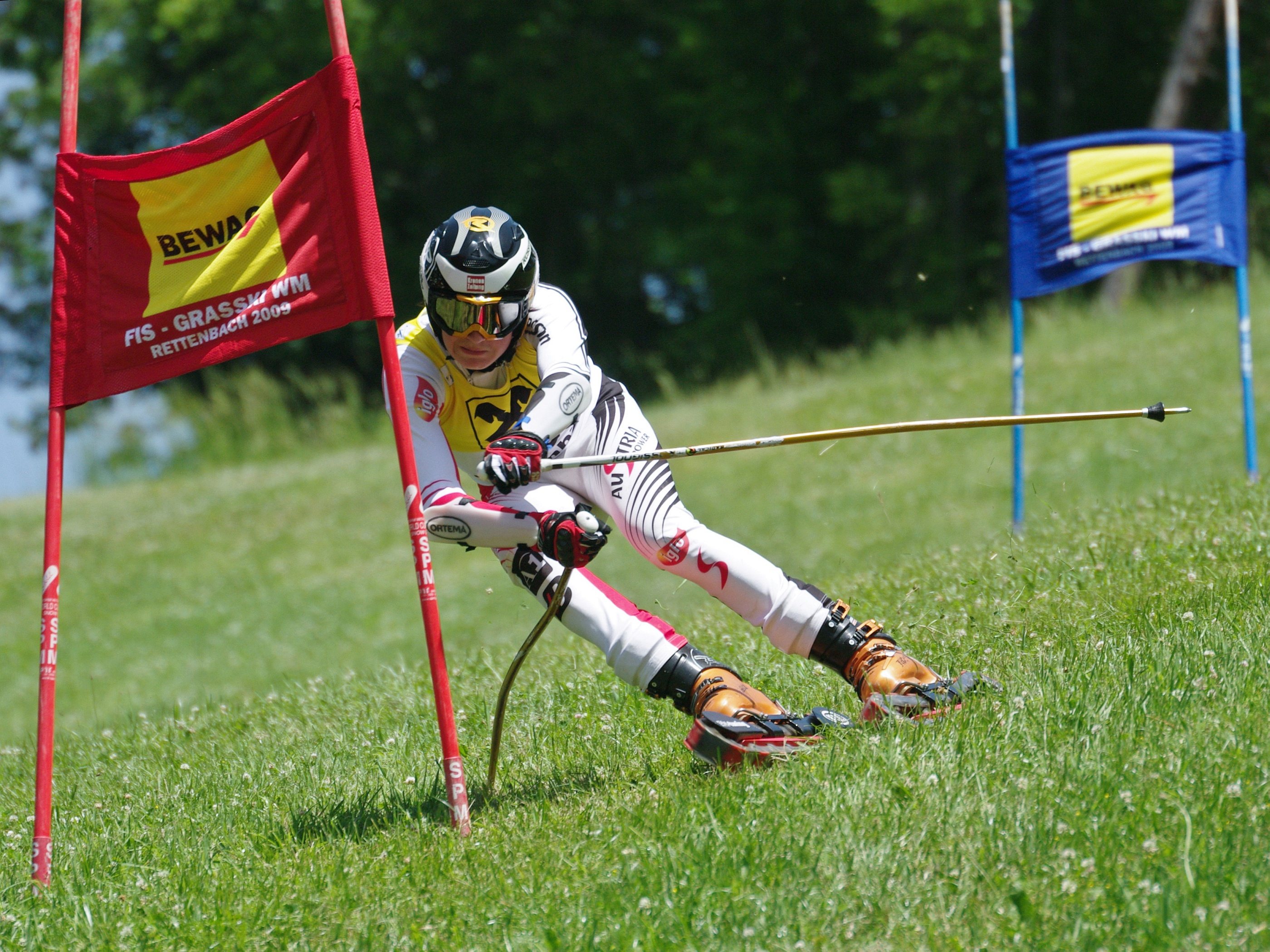
競技風景

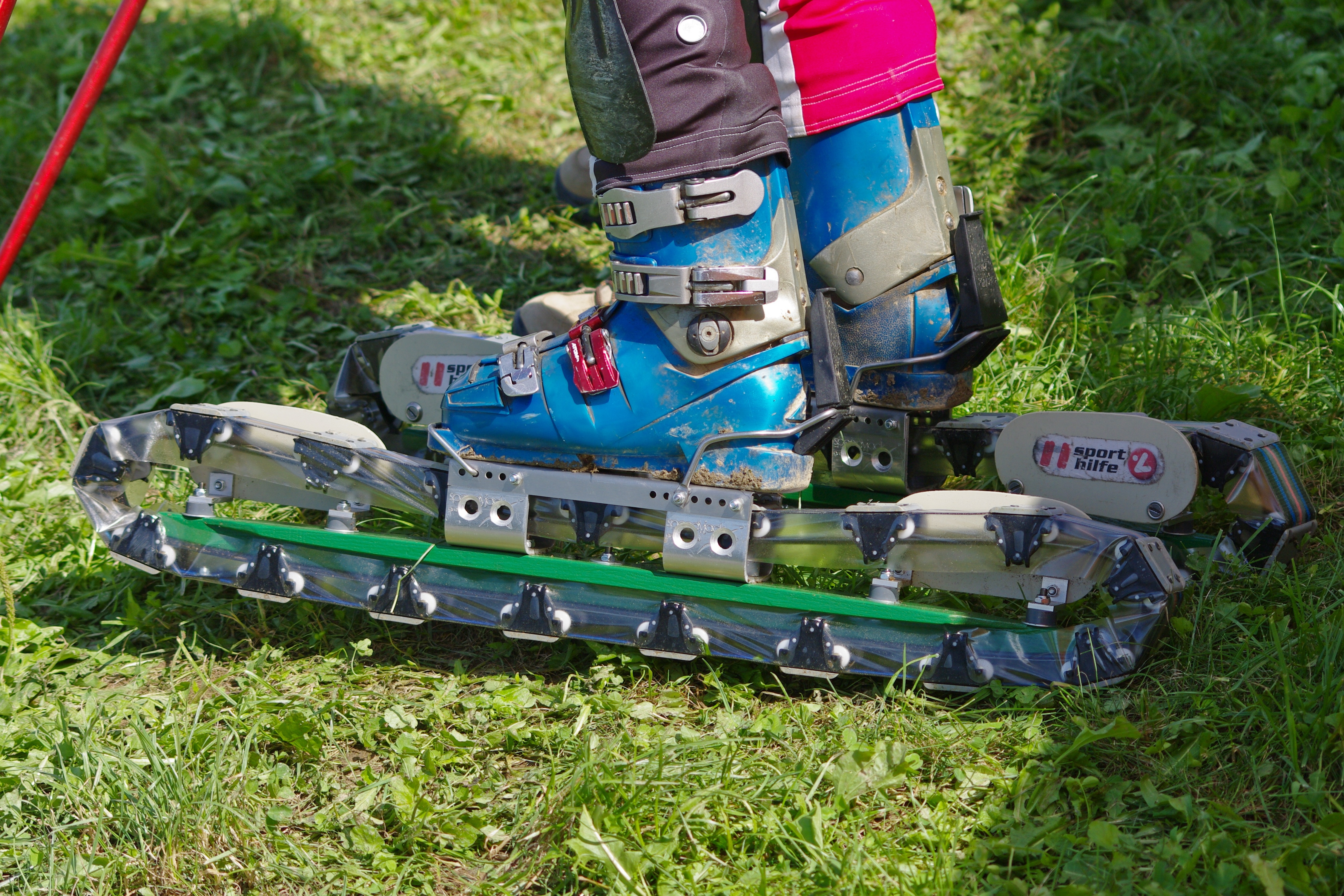
用具

グラススキー (Grass skiing) とは、スキー競技の一つで芝の上を滑る競技。キャタピラ状の専用用具を用い、スキー板の代わりにスキーブーツに装着して芝の上を滑走する。

## 概要
第二次世界大戦以前から、夏場に芝生の斜面を滑るローンスキーが考案され、実際に行われていた。日本では1933年（昭和8年）長野県の菅平スキー場で始められた。スキー板は冬用のものが用いられたが、草の水分で速度が鈍るためワックスやパラフィンを塗る、セルロイドを貼るなどの工夫がなされていた。
現代のグラススキーは1960年代にドイツで生み出された。当初は夏場におけるアルペンスキーのトレーニング法として提案されたものであったが、その後に独立競技として確立された。
現在では世界選手権やワールドカップなどの国際大会も国際スキー連盟によって開催されている。アルペンスキーのように回転、大回転、スーパー大回転、スーパー複合（回転とスーパー大回転）などの競技種目が存在する。